# Distrito de Wuxing

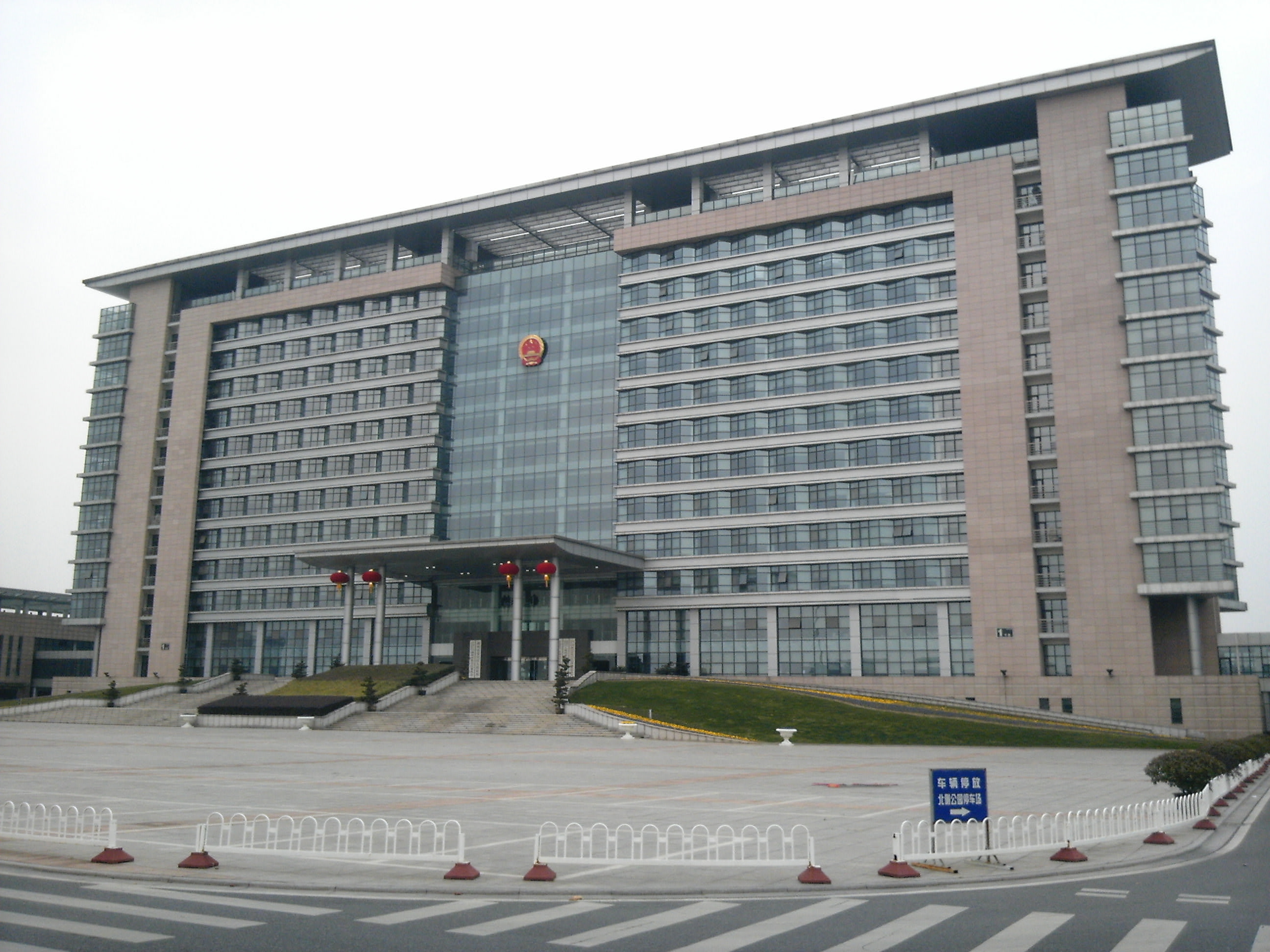
O centro administrativo do distrito de Wuxing.

O distrito de Wuxing (chinês tradicional: 吳興區, chinês simplificado: 吴兴区, pinyin: Wúxīng Qū) é o distrito central da cidade de Huzhou, Chequião, China.